# Dawid Jung
Dawid Jung (sinh ngày 17 tháng 1 năm 1980 tại Kłecko) - một ca sĩ opera Ba Lan, nhà thơ, nhà văn, nhà phê bình văn học và sân khấu, nhà xuất bản, nhà nghiên cứu và sáng tạo văn hóa, nhà sử học, nhân viên bảo tàng, nhà thiết kế các tuyến văn hóa.
Ông là giám đốc Bảo tàng Đại lý Organs Ba Lan và là biên tập viên chính của tạp chí văn hóa toàn quốc: "Zeszyty Poetyckie". Đã nhận được nhiều giải thưởng và phần thưởng quốc gia uy tín như: Huy chương Juliusz Słowacki (2009), Huy chương Nghệ thuật Trẻ (người đoạt giải đầu tiên trong lĩnh vực văn học là Stanisław Barańczak) (2014), Huy chương Thiên niên kỷ Hội nghị Gniezno (2014), Giải Thưởng Nhà báo Trẻ (được trao bởi Hội Nhà báo Ba Lan) (2016),, Giải thưởng Magellan (2016), Giải thưởng Bolesław Leśmian (2017), Huân chương danh dự "Dành cho Văn hóa Ba Lan" (2018), Giải thưởng Văn học và Lịch sử Identitas (2019), Huy chương Thiếu niên Lạc quan (2019), Huy chương "Người Bảo trợ của Di sản Quốc gia" (2020), Huân chương Thánh Gioan Phaolô II (2021), Huân chương Sĩ quan (Hạng I) của Huy chương Đen Ba Lan (2021), Huy chương Thế kỷ của Độc lập Thu được (2022), Huân chương "Đặc biệt cho Hội Nhà văn Ba Lan" (2023) và những giải thưởng khác.
Từ năm 2023, ông là Phó Chủ tịch Hội Nhà văn Ba Lan tại Poznań

### Văn xuôi[11]
- 312685 powodów (2006)
- Wierszopisowie Kłecka w latach 1590–1623. Przyczynki do historii kultury staropolskiej (2012)
- Gdańskie hymny Jakuba Gembickiego (2014)
- Poemat o mówieniu prawdy (2014)
- Glosy (2017)
- Polska, ulubiona masochistka Europy (2017)
- Karaoke (2018)
- Legendy królewskiego miasta. Z przekazów ustnych zebrał i opracował Dawid Jung (2018)
- #SPAM (2020)
- Ostatni rybałci polszczyzny. Poeci ludowi XIX wieku związani z Ełkiem (2020)
- To je wiôldżé. Antologia poetów kaszubskich okresu międzywojennego (2020)
- Legendy zamku ełckiego (2021)
- Szlak. Znani Nieznani (2021)
- Szczecińskie legendy (2023)